# Oubangui
Pour les articles homonymes, voir Ubangi.
L'Oubangui (aussi écrit Ubangi) est une rivière d'Afrique, et un affluent majeur du fleuve Congo en Afrique centrale. Elle s'écoule vers l'ouest, formant la frontière entre la République centrafricaine et la république démocratique du Congo.

## Géographie

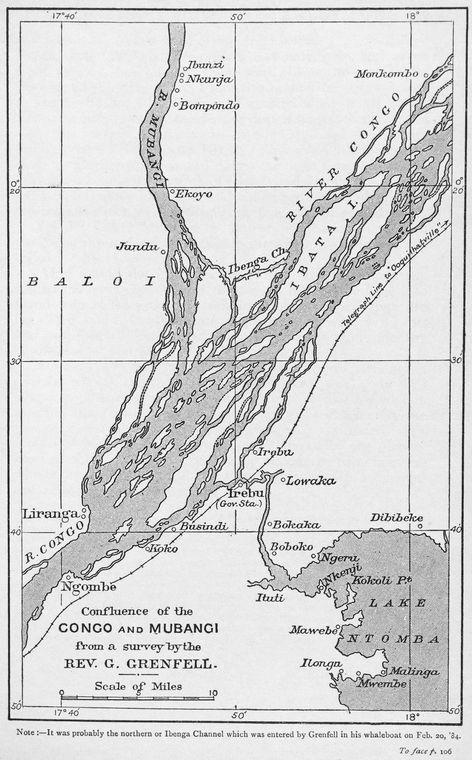
Confluence du Congo et de l'Oubangui (carte de 1908)

L'Oubangui prend son nom à partir du confluent des rivières Mbomou et Uele, coule vers l'ouest sur 350 km, puis vers le sud-ouest où il passe à Bangui, et se dirige pendant 500 km vers le Sud pour rejoindre le fleuve Congo en rive droite.
De son début jusque 100 km après Bangui, la rivière fait office de frontière entre la République centrafricaine et la république démocratique du Congo (RDC). Puis il forme la frontière entre la RDC et la république du Congo jusqu'à ce qu'il se jette dans le Congo. 
Il est navigable en aval et jusqu'à Bangui, et des bâtiments (ferrys et barges poussées) font la navette depuis Kisangani et Brazzaville
La longueur de l'Oubangui, depuis le confluent des rivières Mbomou et Uele est de 1 120 km.  Cependant ensemble avec l'Uele, sa source gauche, l'Oubangui a 2 272 km de long.

### Villes traversées
- Mobaye, en République centrafricaine
- Kouango dans la préfecture de la Ouaka, ville proche de la République démocratique du Congo[1]
- Bangui, capitale de la République centrafricaine, face à Zongo (RDC)
- Impfondo, en république du Congo

### Affluents
Outre le Mbomou et l'Uele, ses deux branches-sources :
- La Kotto (rive droite)
- L'Ouaka (rive droite)
- Le Mpoko (rive droite)
- La Lobaye (rive droite)
- La Tomi

## Orthographe
L’orthographe Ubangi est utilisée en république démocratique du Congo et suit les normes de l’alphabet international africain. En république du Congo et République centrafricaine, l’orthographe Oubangui est utilisée suivant les normes d’orthographe française, avec les digrammes ou pour le son /u/ en API et gu pour le g dur.

## Régime - Les débits mensuels à Bangui
Le débit de la rivière a été observé pendant 84 ans (1911-1994) à Bangui, capitale de la République centrafricaine située à quelque 600 kilomètres en amont (au nord) du confluent avec le Congo et à une altitude de 336 mètres. 
À Bangui, le débit annuel moyen ou module observé sur cette période a été de 4 092 m3/s pour un territoire de plus ou moins 523 000 km2, soit plus des deux tiers de la totalité du bassin versant de la rivière qui fait 754 830 km2.
La lame d'eau écoulée dans cette partie du bassin atteint ainsi 258 millimètres par an, ce qui peut être considéré comme satisfaisant, dans le contexte du climat de savane et partiellement de forêt équatoriale régnant dans la plus grande partie de son bassin.